# Chioneosoma tschitscherini
Chioneosoma tschitscherini är en skalbaggsart som beskrevs av Semenov 1895. Chioneosoma tschitscherini ingår i släktet Chioneosoma och familjen Melolonthidae. Inga underarter finns listade i Catalogue of Life.